# 夏威夷耳烏賊
夏威夷耳烏賊（学名：Heteroteuthis (Stephanoteuthis）为耳烏賊科異耳烏賊屬下的一个种。